# Bismuto subcitrato potassio/metronidazolo/tetraciclina
La combinazione di farmaci subcitrato di bismuto / metronidazolo / tetraciclina (nome commerciale Pylera) viene utilizzata per il trattamento dell'ulcera peptica con un'infezione da parte del batterio Helicobacter pylori.
La terapia quadrupla al bismuto e omeprazolo per 10-14 giorni sono raccomandate come opzioni di trattamento di prima linea in regioni con elevata resistenza alla claritromicina

## Uso clinico
Questa combinazione viene utilizzata insieme a omeprazolo come "terapia quadrupla" per l'eradicazione di H. pylori e per prevenire le ulcere peptiche causate da questo batterio.

## Controindicazioni
Il farmaco non deve essere assunto da donne in gravidanza, poiché è noto che la tetraciclina causa difetti ai denti e alle ossa nei bambini non ancora nati. È inoltre controindicato nelle donne che allattano al seno, nei bambini fino a 12 anni di età e nei pazienti con funzionalità epatica o renale compromessa, poiché non sono stati condotti studi in tali soggetti. È probabile che anche la tetraciclina sia dannosa nei soggetti affetti da epatopatie.

## Effetti collaterali
Effetti indesiderati comuni comprendono diarrea, nausea e disgeusia (distorsione del senso del gusto), in particolare un gusto metallico. Questi effetti sono noti dai componenti del farmaco e da altri antibiotici.
Una reazione molto rara ma pericolosa è la sindrome di Stevens-Johnson, una condizione pericolosa per la vita della pelle, che è stata anche descritta sotto metronidazolo e tetraciclina come farmaci separati.

## Interazioni
Il metronidazolo in combinazione con alcol provoca gravi reazioni come vomito e vampate in molti pazienti. L'assorbimento delle tetracicline è ridotto da latticini, antiacidi e altri prodotti contenenti calcio, magnesio, alluminio e ferro.

## Proprietà chimiche
Subcitrato di potassio Il potassio è un sale di bismuto (Bi3 +), potassio (K +) e citrato (C6H5O73-), contenente circa il 25,6% (percentuale in massa) di bismuto, che è la frazione attiva e il 22,9% di potassio. La tetraciclina è contenuta come cloridrato e metronidazolo come sostanza pura.